# The Joke on the Joker
The Joke on the Joker è un cortometraggio muto del 1912 diretto da Mack Sennett.

## Produzione
Il film fu prodotto dalla Biograph Company.

## Distribuzione
Distribuito dalla General Film Company, il film - un cortometraggio di 150 metri - uscì nelle sale cinematografiche statunitensi il 4 gennaio 1912. Nelle proiezioni, veniva programmato con il sistema dello split reel, accorpato in un'unica bobina con un altro cortometraggio prodotto dalla Biograph, la commedia Who Got the Reward.
Non si conoscono copie ancora esistenti della pellicola che viene considerata presumibilmente perduta.